# あべのハルカス
あべのハルカス（英: Abeno Harukas）は、大阪府大阪市阿倍野区阿倍野筋1丁目に立地する近鉄不動産の超高層ビル。大阪阿部野橋駅、近鉄百貨店 あべのハルカス近鉄本店、大阪マリオット都ホテルなどを内包する複合商業ビルである。通称は「ハルカス」。60階建てで、58階から60階に展望台を有する。
日本初の高さ300 m以上のビル(スーパートール)で、2024年現在、日本では麻布台ヒルズ森JPタワー（325 m、東京都港区）に次いで2番目に高いビルである。駅ビルとしては日本一高い。

## 概説
2010年1月9日に着工され、2014年3月7日に全面開業した。百貨店・オフィス・ホテル・美術館・展望台などで構成される超高層複合商業ビルである。キタやミナミに次ぐ大阪第3の繁華街である天王寺・阿倍野のランドマークであり、近鉄不動産および近鉄グループのシンボル的存在である。
近鉄南大阪線のターミナル駅である大阪阿部野橋駅に直結している。また、JR西日本・Osaka Metroの天王寺駅とも隣接している。
高さは300 mで、日本初のスーパートール（高層ビル・都市居住協議会の基準による300 m以上の超高層建築物）でもある。300 mにした理由については、切りの良い数字であり、日本初のスーパートールになることと、高さ制限が青天井であり、いずれは抜かされるところまで考慮したものであった。
記者会見で当時の開発者である近鉄の岡本直之副社長（当時）は「平成の通天閣として親しまれるビルにしたい」と意気込みを語った。
ビル固有の郵便番号は545-60xx（xxは階層。地下・階層不明は545-6090）。
2017年、グッドデザイン賞を受賞。
近鉄の前身である大阪鉄道が大阪阿部野橋駅構内で1937年から営業を行ってきた阿部野橋ターミナルビル旧本館（百貨店西館。久野節による設計）の建替計画により建築された建物であり、建築規模は高さ300 m、延床面積21万2,000 m2、地上60階・地下5階（SRC・S造）である。2011年2月から地上工事が始まり、2014年3月に竣工、同年3月7日にグランドオープンした。工事中の2012年8月時点で高さ300 mに到達し横浜ランドマークタワー（高さ296 m）の高さを抜き、「日本一高いビル」の称号が大阪に移った。その後、2023年開業の麻布台ヒルズ森JPタワー（高さ 325m、東京都港区）に抜かれ、日本2位の高さとなった。
旧本館の老朽化に伴う建替計画は、2006年の秋頃から具体的な検討作業が始まった。計画当初は航空法による高さ制限が約295mの制限区域に入っていたために、270m前後の高さを予定していたが、2007年春の航空法の改正により制限がなくなったことを受け、日本一の高さとなるビルを建設する計画へ変更し、同年8月8日に総事業費約1,300億円をかけ高さ300 mの超高層ビルに建て替える計画を発表した。
ビル名称の「ハルカス」は古語の「晴るかす」に由来しており、平安時代に書かれた『伊勢物語』の第九十五段では、「いかで物ごしに対面して、おぼつかなく思ひつめたること、すこしはるかさん」という一節が記されている。この言葉には「人の心を晴れ晴れとさせる」という意味があり、ビルの上層階から晴れやかな景色を見渡して爽快感を味わえることや、多彩で充実した施設で来訪者に心地よさを感じてもらいたい、という思いが込められている。なお、地名は「あべの」であるが、これに関しては「大阪」「天王寺」「上方」などの案もあった。しかし、日本一の超高層ビルになることで、知名度を上げていけるのなら「あべの」を全国区にしたいという意図により「あべの」が採用された。
外観デザインに関しては、ペリ・クラーク・ペリ・アーキテクツ代表のシーザー・ペリが監修を務めた。ペリは、台湾の台北101が建設されるまでは世界最高層ビルであったマレーシアのペトロナスツインタワーなど、数々の超高層建築物の設計を務めていた。大阪では過去に国立国際美術館、大阪歴史博物館などを設計している。建物は全面がガラス（旭硝子（現：AGC）製）で覆われたカーテンウォール（LIXIL製品）であり、三段階にセットバックする立体構造となっている。各段階の屋上空間には緑地空間が設けられ、周辺の公園施設と協調して緑のネットワークを形成するほか、建物内部では吹き抜け空間を利用した「光と風の道」を創出することでエネルギー消費量を低減するなどの環境対策が取られている。
あべのハルカスの低層階には近鉄百貨店（あべのハルカス近鉄本店）と美術館（あべのハルカス美術館）、中層階にはオフィス、高層階にはホテル（大阪マリオット都ホテル）や展望台（ハルカス300）が入居している。

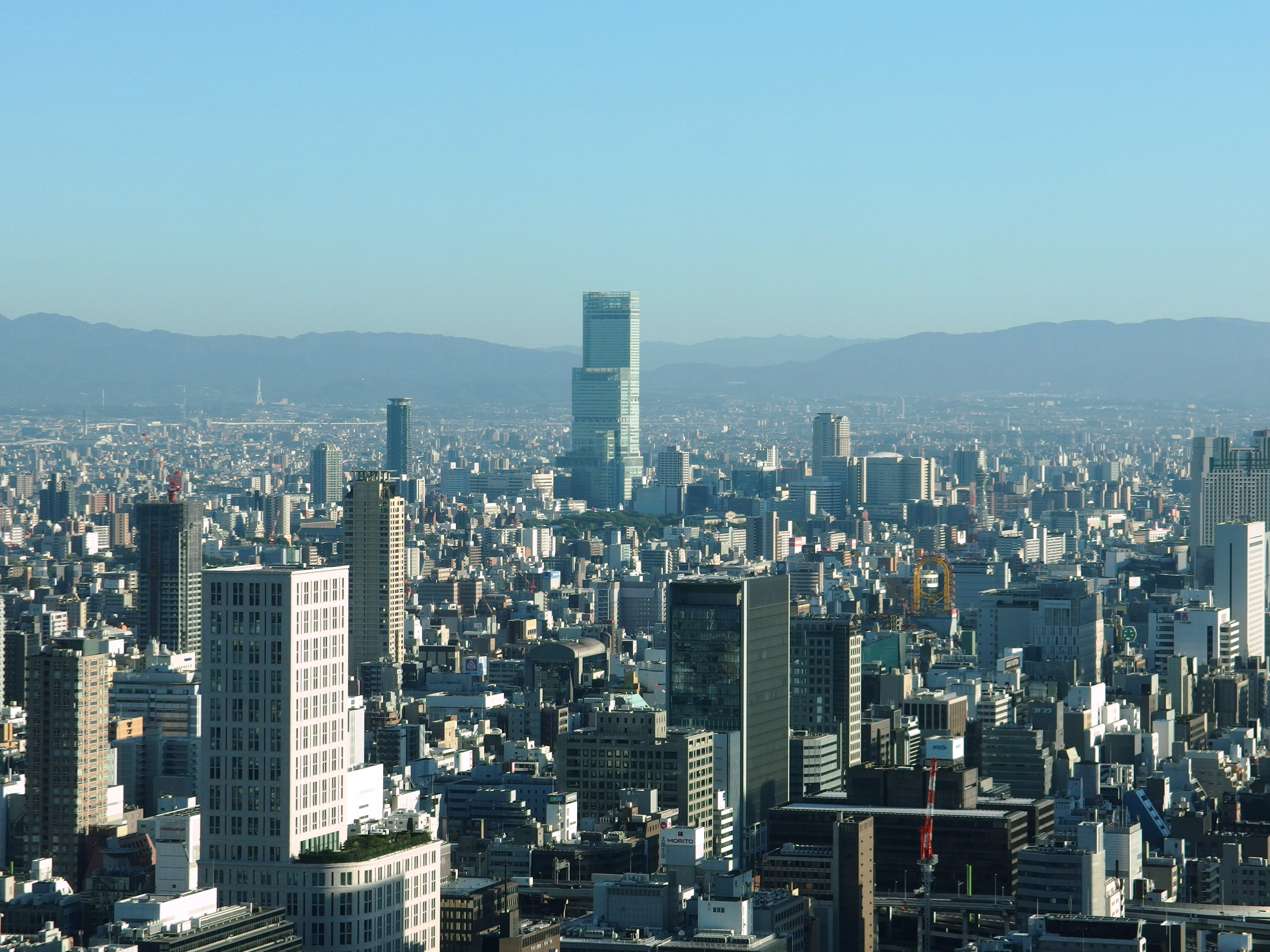
中之島フェスティバルタワーから望むあべのハルカス
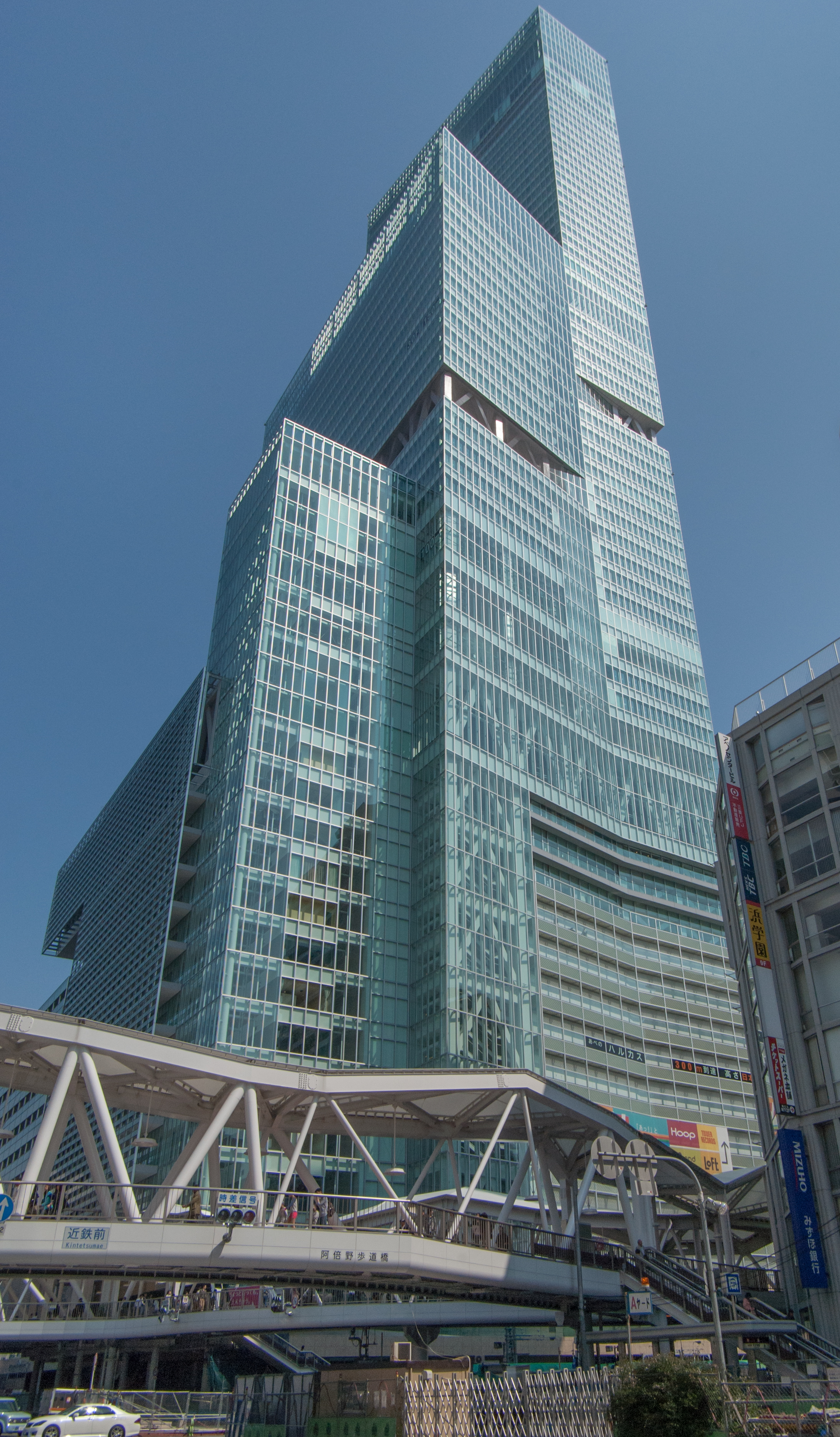
あべのハルカスと阿倍野歩道橋
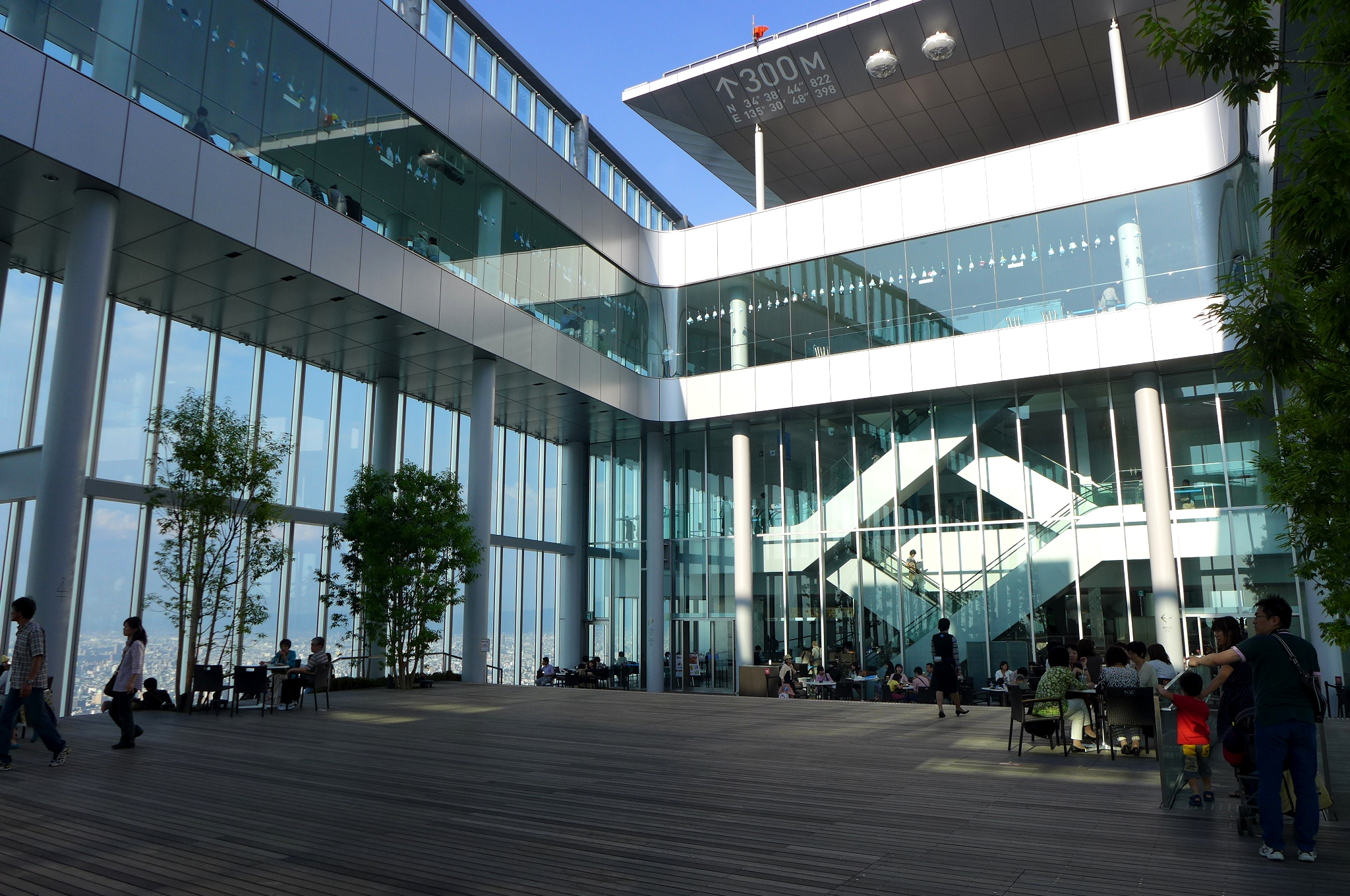
300m地点（58階屋外広場より撮影）
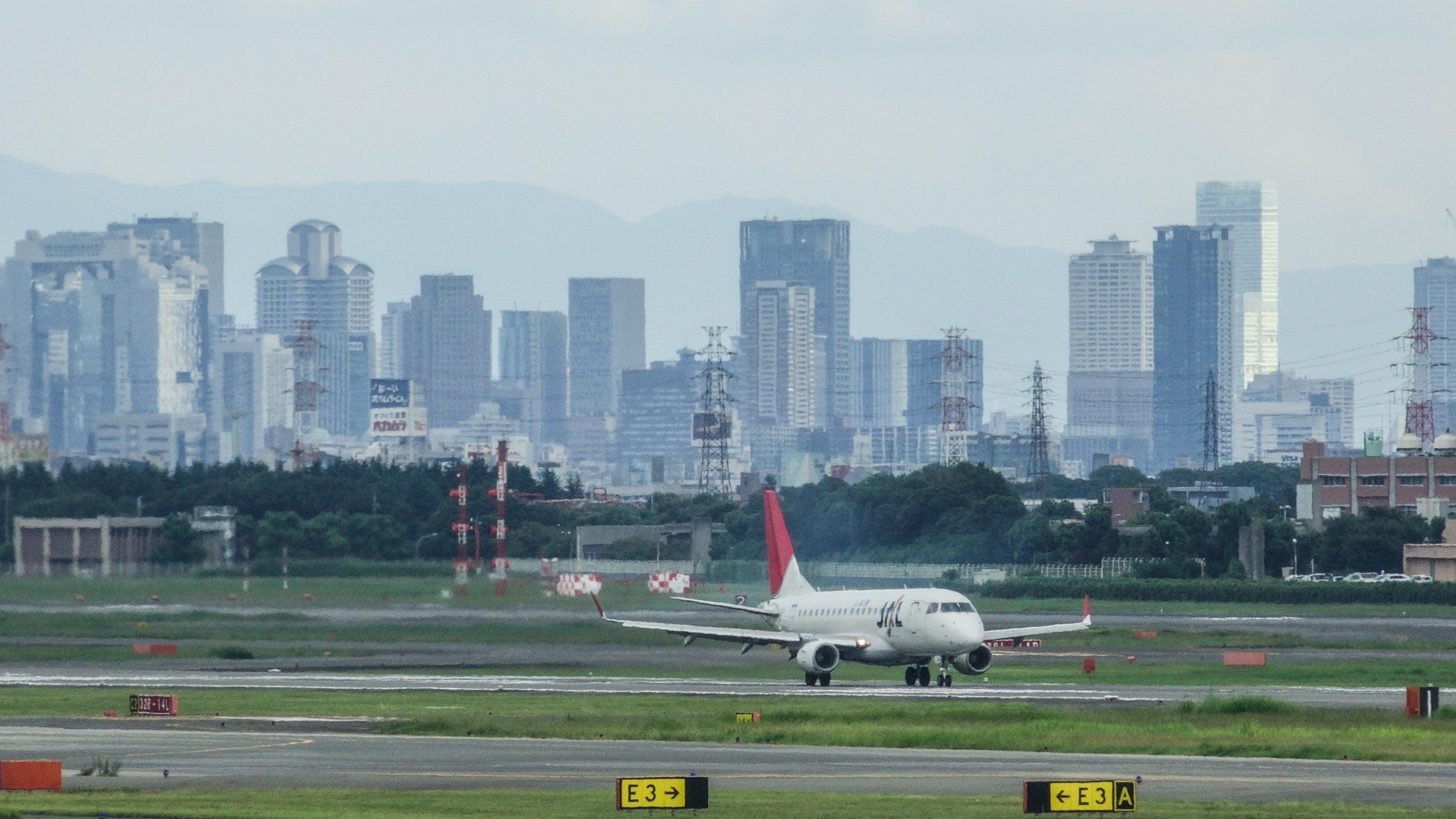
大阪国際空港（伊丹空港）から遠望するあべのハルカス。ハルカスより空港寄りには、航空法による高さ制限が適用されている。

## 施工技術・環境性能
あべのハルカスは、設計全般を竹中工務店、外観デザインを竹中工務店とシーザー・ペリ（ペリ・クラーク・ペリ・アーキテクツ代表）、施工を竹中工務店、奥村組、大林組、大日本土木、銭高組からなる共同企業体が担当した。
施工場所は道路・鉄道が複雑に入り混じる交通の結節点であることに加え、百貨店の東館（ターミナルビル新館・現：ウイング館）を営業しながら、立体的に複雑な構造の超高層ビルを敷地一杯に建設するという工事であり、竹中工務店の作業所長に「日本一難しい現場」と言わしめるほどの難所であった。
準備段階として大阪阿部野橋駅のプラットホームを移動させた上、百貨店の仮店舗の設置や増床工事に取り掛かった。2009年3月より旧館の解体工事を開始、同年内にはほぼ完了し、2010年1月よりタワー館の基礎工事を開始した。
耐震性能は、最新の耐震技術と免震技術を組み合わせている。阪神・淡路大震災はもとより、今後発生が想定される上町断層地震や東海・東南海・南海地震に対し、充分なシミュレーションを行い、最高水準の安全性を確保している。
地下部分の施工は逆打ち工法を採り入れ、地上部の工事を並行して進めており、PC化やユニット化を徹底することで作業効率の向上や安全の確保を図っている。余分なスペースがない中で、大きな課題の一つであった資材および機材置場の確保については、セットバック構造により生まれる空間を有効活用することで解決する計画であった。また、竹中工務店では施工における各分野のスペシャリストを結集し、幾重もの徹底した検証を経てあらゆる不安要素を排除した。
2015年に、日本建設業連合会主催の第56回BCS賞を受賞している。
CO2を削減するための環境性能の特徴として二つある。一つ目はボイド空間である。ボイド空間は建物の中央部分に筒状に設けた吹き抜けのことである。これにより、自然光と風を建物内部に取り込むことができ、建物内でも自然光で明るく、自然通気させることにより、夜の冷たい空気により朝の空調負荷を軽減される。二つ目はバイオガス発電である。バイオガス発電はビル内の生ごみを利用して発電を行うものである。ホテルや百貨店、レストランで非常に多くの生ごみが出るので、これをバイオガス発電により電気に変えて、オフィスの照明に回している。

## フロア構成

### 階層別の主な施設
| 階         | 階 | 施設                                                                                   |  |
|            | RF (300m) | ヘリポート・EDGE THE HARUKAS                                                           |  |
|            | 60F (288m) | ハルカス300 屋内回廊「天上回廊」                                                       |  |
| 59F (282m) | ハルカス300 ショップ「SHOP HARUKAS 300」 |                                                                                        |  |
| 58F (278m) | ハルカス300 屋外広場「天空庭園」・カフェレストラン「SKY GARDEN 300」                                                                         |                                                                                        |  |
|            | 57F | 大阪マリオット都ホテル レストラン「ZK」                                                |  |
|            | 56F | トラス階・機械室                                                                       |  |
|            | 39F - 55F | 大阪マリオット都ホテル 客室                                                            |  |
| 38F        | 大阪マリオット都ホテル 客室・クラブラウンジ                                                                                                  |                                                                                        |  |
|            | 37F | トラス階・機械室                                                                       |  |
|            | 26F - 36F | オフィス                                                                               |  |
| 25F        | オフィス 貸会議室・カフェテリア |                                                                                        |  |
| 23F - 24F  | オフィス キャンパスフロア ハルカス大学 |                                                                                        |  |
| 21F - 22F  | メディカルプラザ |                                                                                        |  |
|            | 20F | 大阪マリオット都ホテル 中小個室                                                        |  |
| 19F        | 大阪マリオット都ホテル ホテルロビー・ライブキッチン「COOKA」 ロビーラウンジ「LOUNGE PLUS」・バー「BAR PLUS」、リテールショップ「M-Boutique」 |                                                                                        |  |
|            | 18F | オフィス 金融フロア                                                                    |  |
| 17F        | オフィス ロビーフロア |                                                                                        |  |
|            | 16F (81m) | あべのハルカス美術館・ハルカス300 チケットカウンター・ハルカスシャトル乗り口・屋上庭園 |  |
|            | 15F | トラス階・機械室                                                                       |  |
|            | 12F - 14F | あべのハルカス近鉄本店 あべのハルカスダイニング                                        |  |
| 02F - 11F  | あべのハルカス近鉄本店 |                                                                                        |  |
| 01F        | 大阪阿部野橋駅・あべのハルカス近鉄本店 |                                                                                        |  |
| B2F - B1F  | あべのハルカス近鉄本店 あべのフードシティ ビル防災センター天王寺駅直結                                                                       |                                                                                        |  |
|            | B3F | 車寄せ・駐車場                                                                         |  |
| B4F        | 搬入口 |                                                                                        |  |
|            | B5F | 機械室                                                                                 |  |

### 近鉄百貨店 あべのハルカス近鉄本店

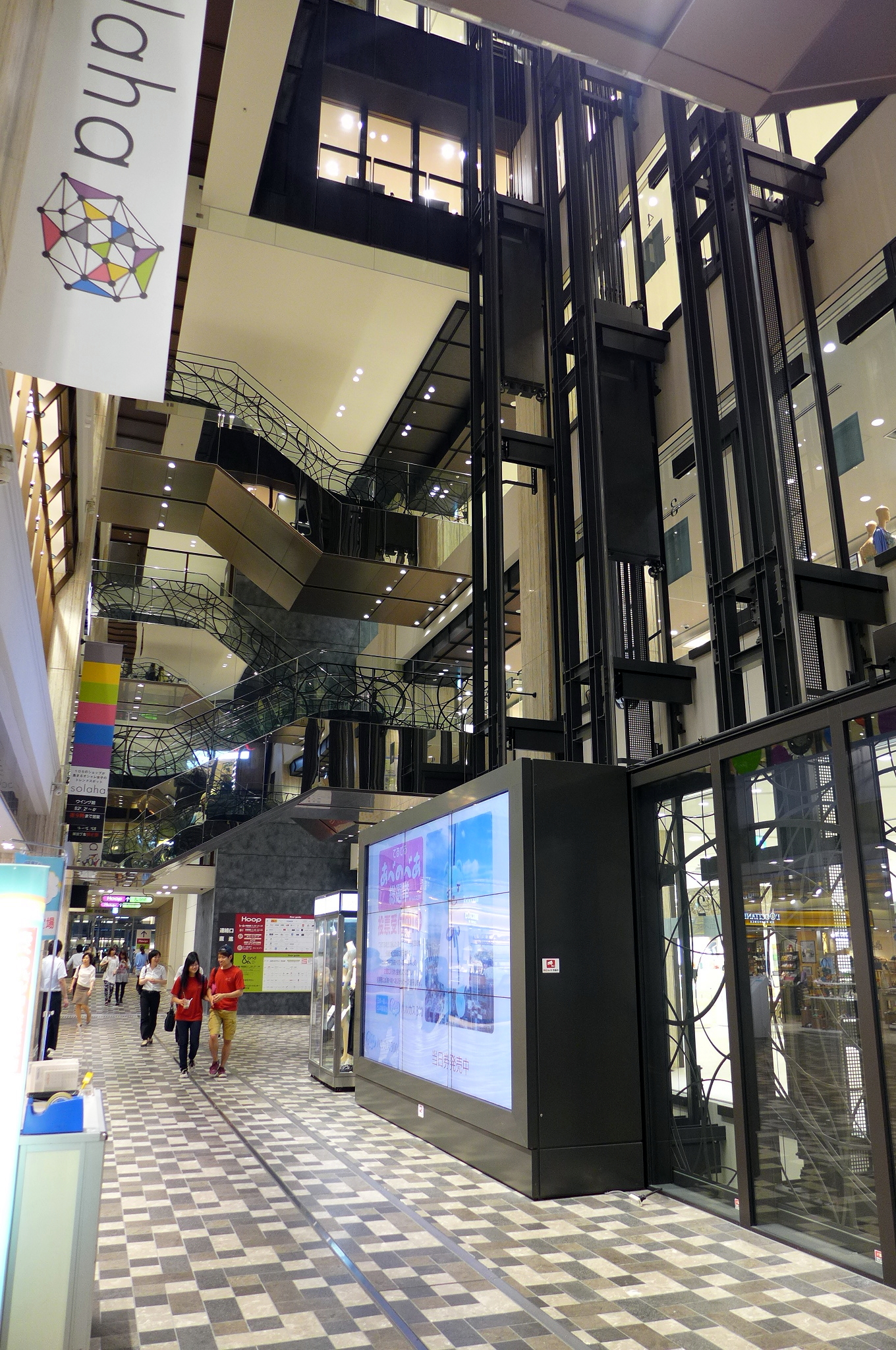
あべのハルカス近鉄本店

地下2階から地上14階には、核店舗としてあべのハルカス近鉄本店が既存の本館と併せて売り場面積10万m2と単独の百貨店としては日本最大の規模に増床して入居しており、近鉄百貨店はこの増床に約230億円を投資している。2012年11月、近鉄百貨店はあべのハルカスの全面開業に先行して、低層部の百貨店タワー館部分を2013年夏に開業させると同時に、店舗名を「近鉄百貨店阿倍野本店」から「あべのハルカス近鉄本店」に改めると発表した。
そして、2013年5月には「あべのハルカス近鉄本店タワー館」の先行開業日が同年6月13日と発表され、タワー館の概要資料が公開された。6月13日にタワー館が開業した後は、旧新館を順次改装しウイング館としてリニューアルが進められ、10月10日には第2期分としてウイング館の4階から8階までがオープン、2014年2月22日にはウイング館の地下2階の一部と地上2階から4階までが専門店街「ソラハ」としてオープンした。これにより、ウイング館の残りを含めて「あべのハルカス近鉄本店」が全面グランドオープンした。

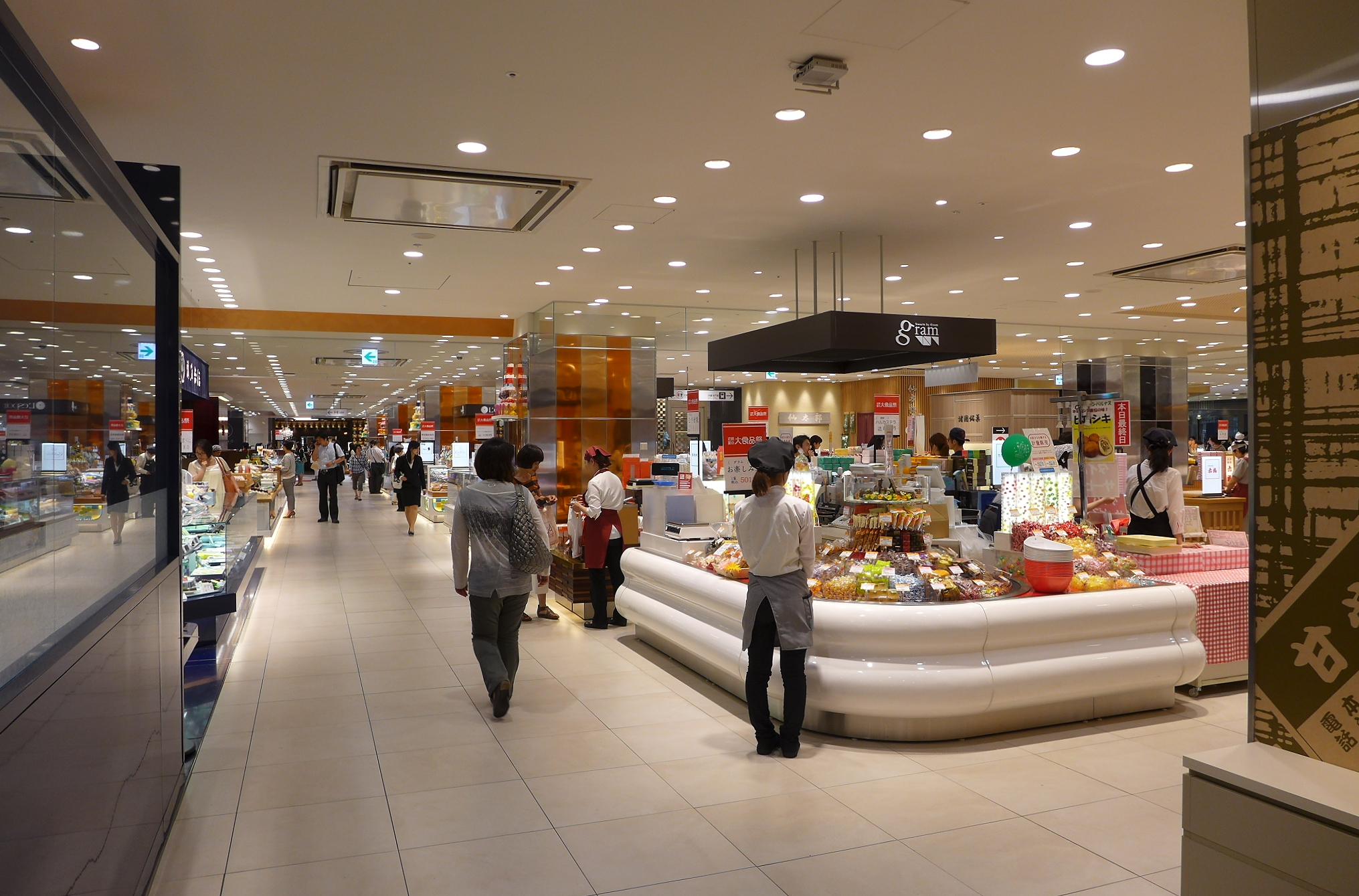
B1階
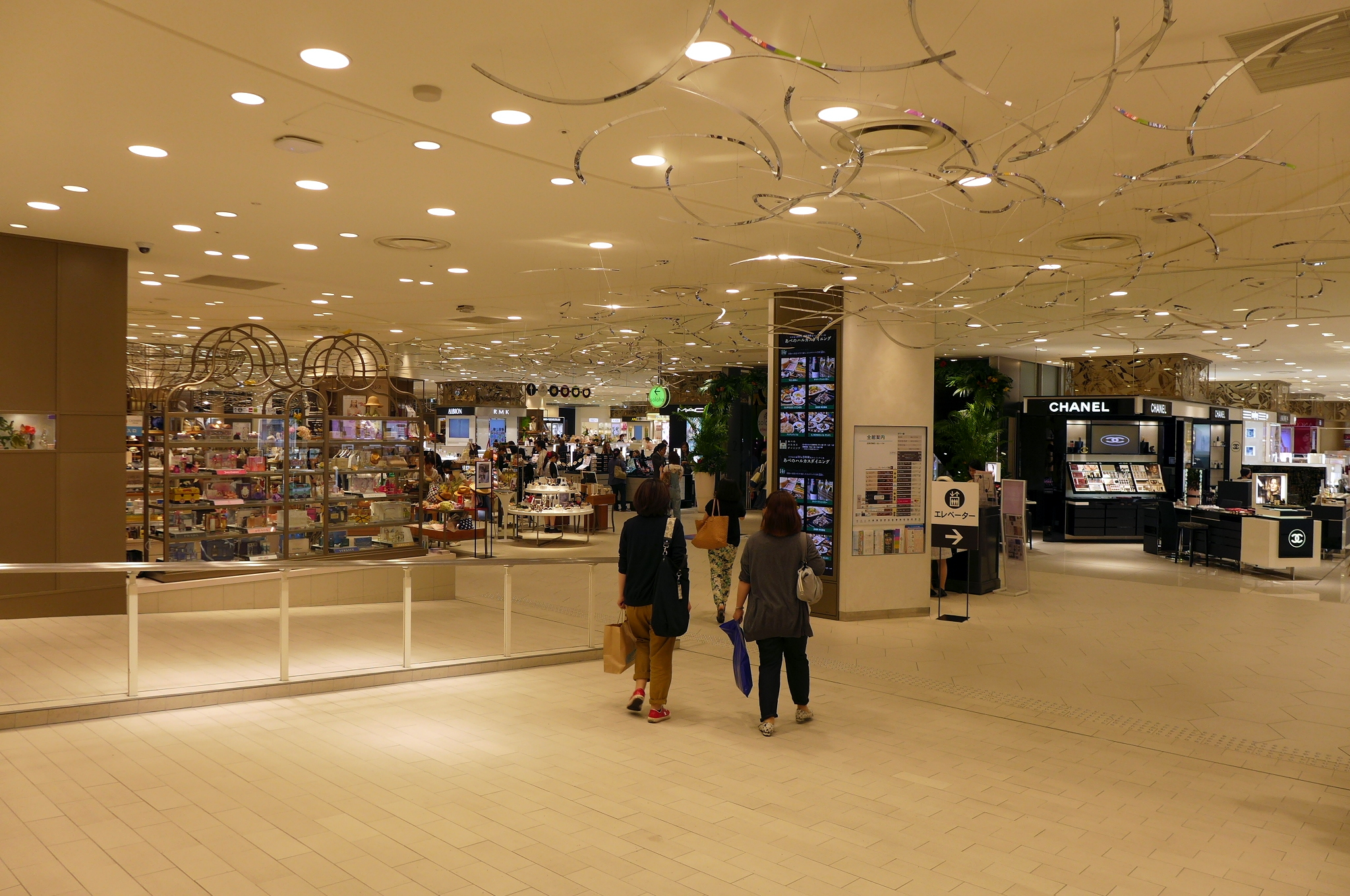
2階
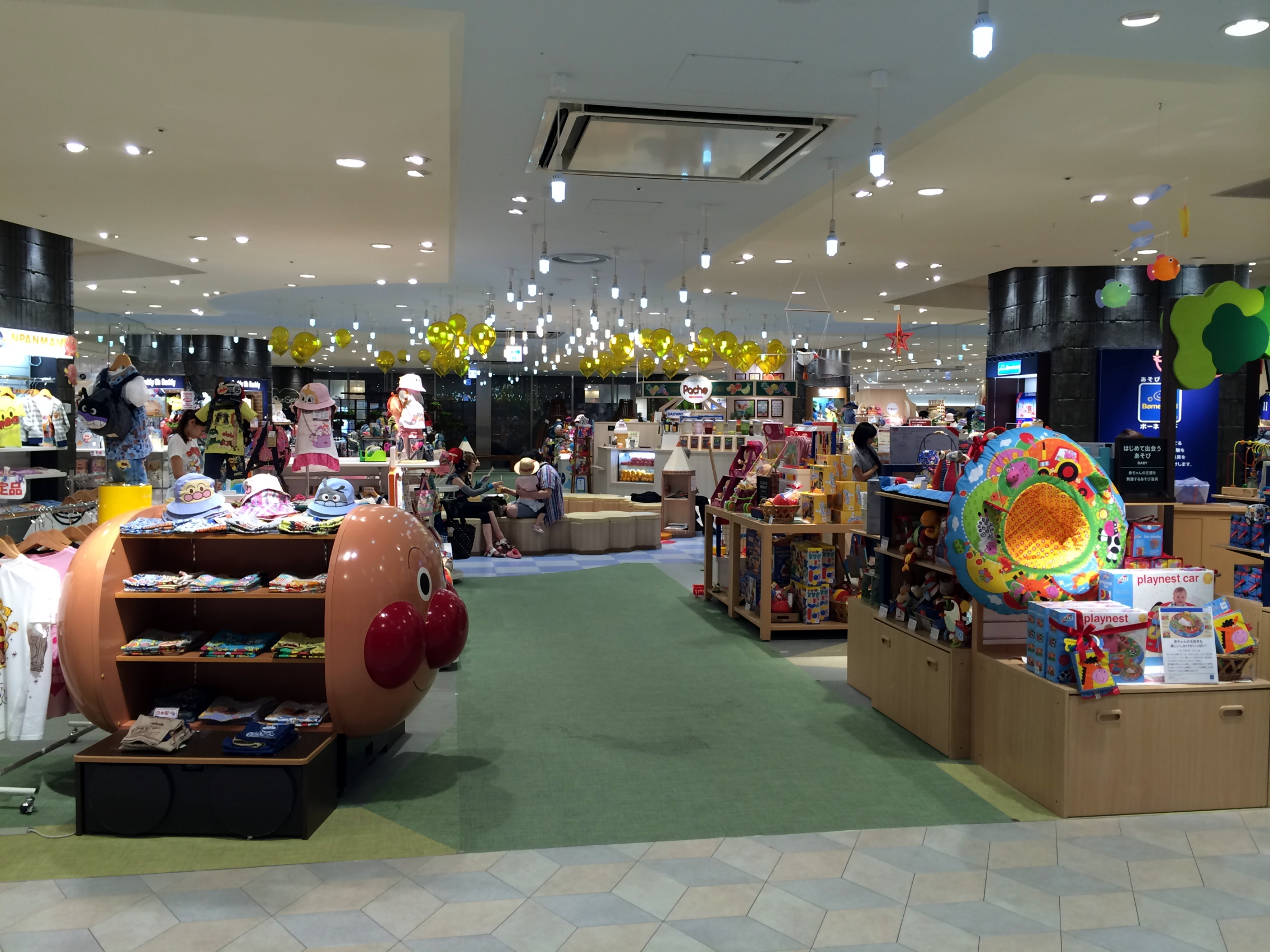
8階
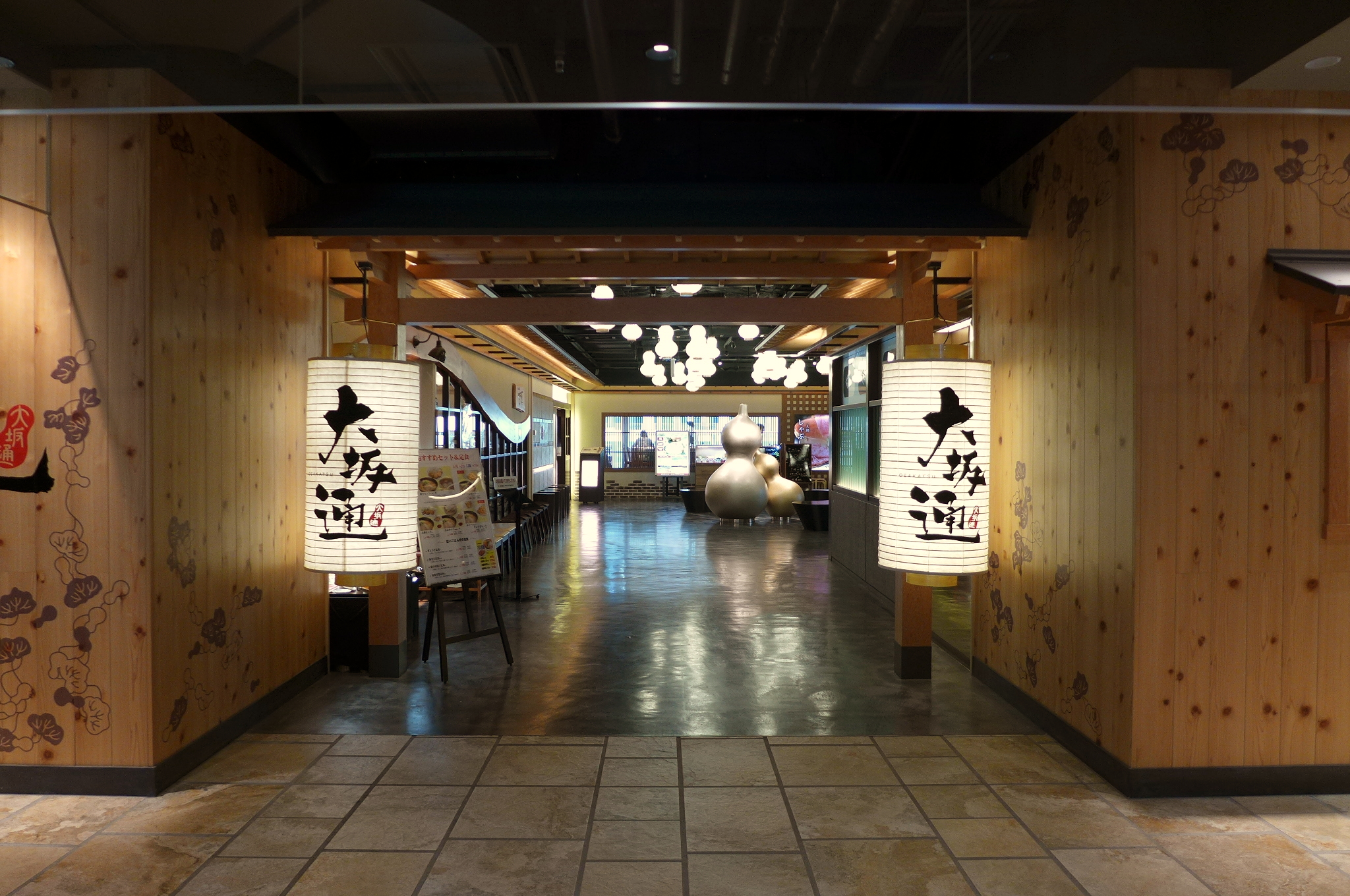
12階
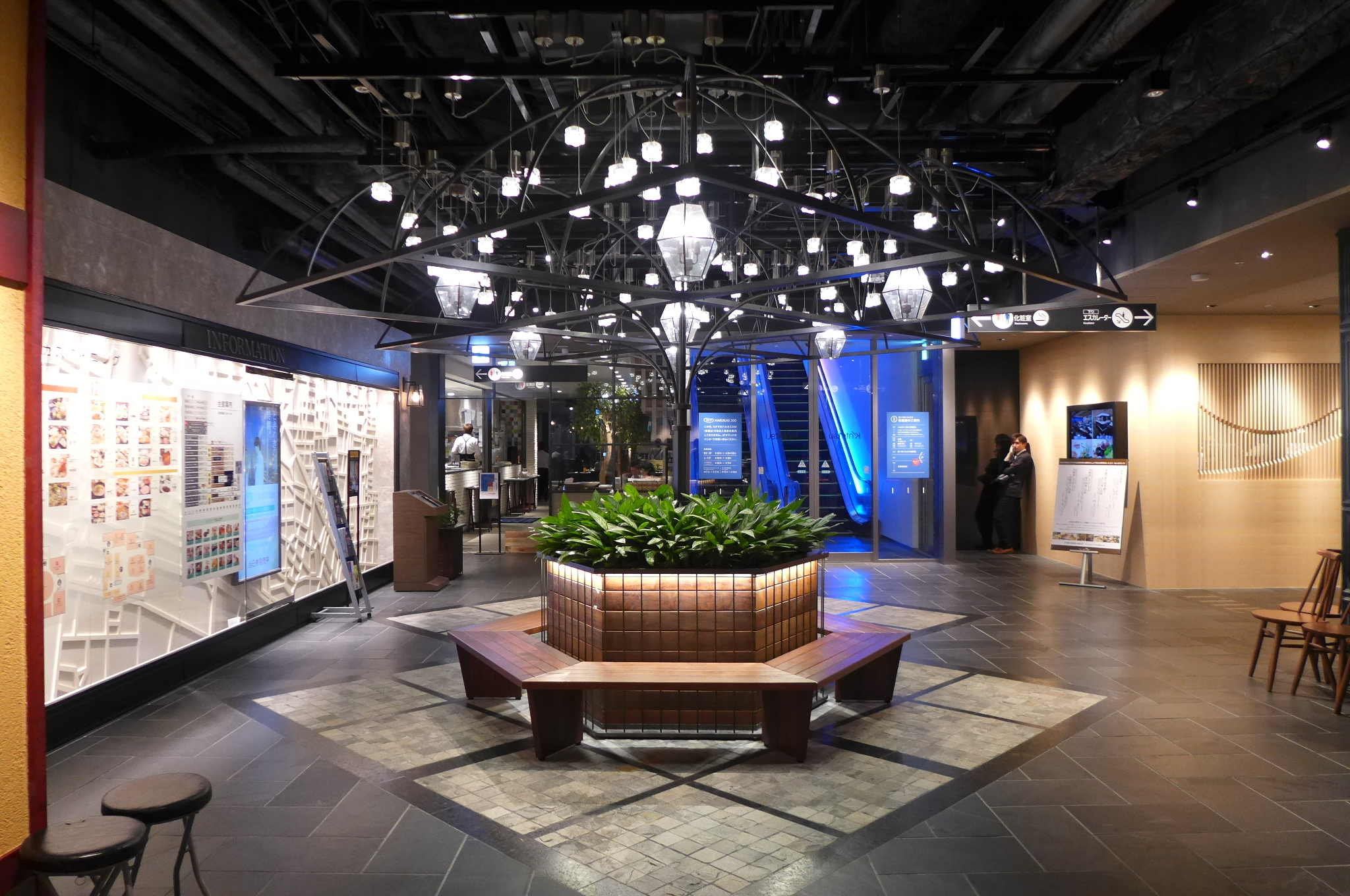
14階

### オフィスエリア

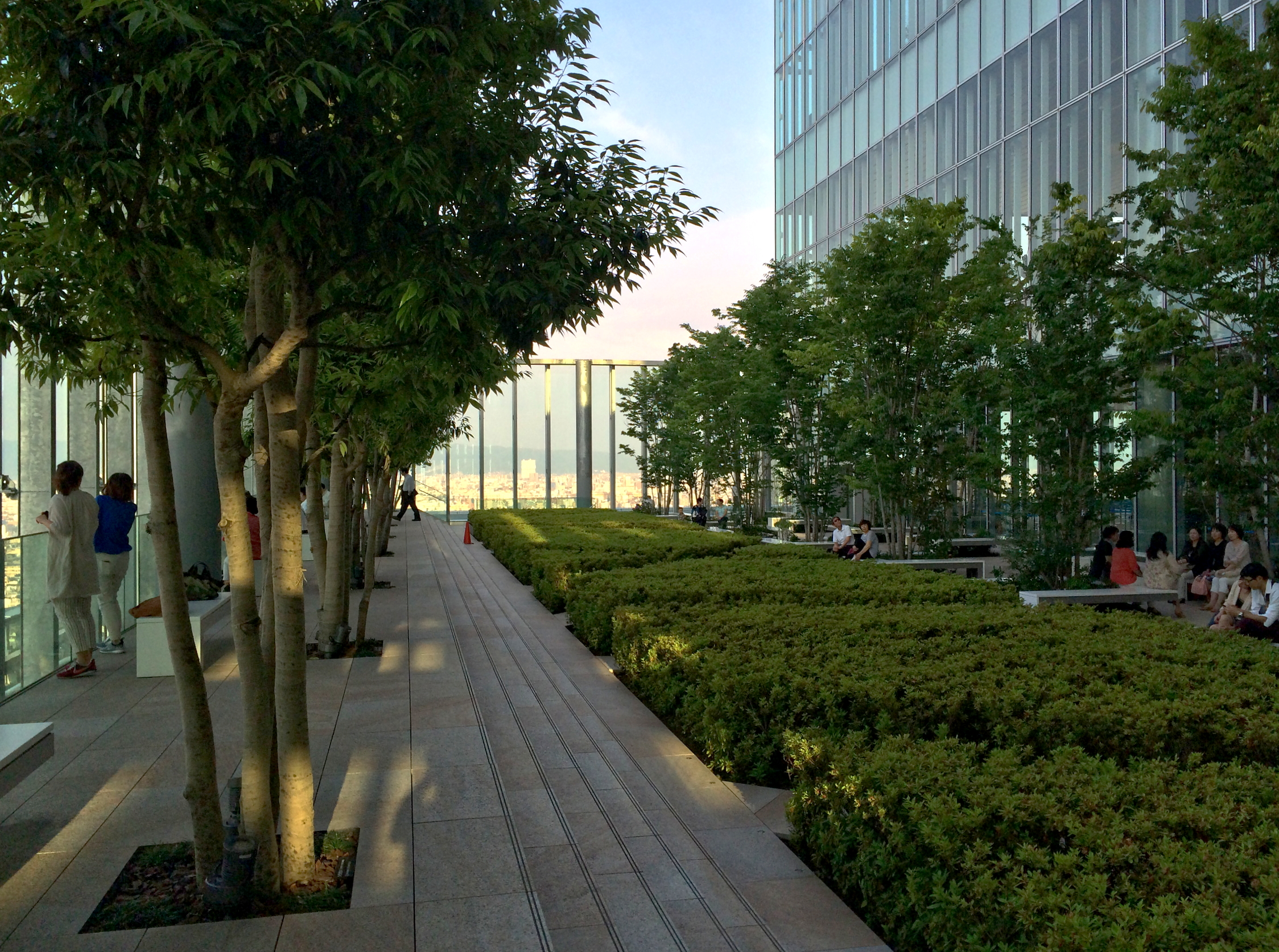
16階屋上庭園

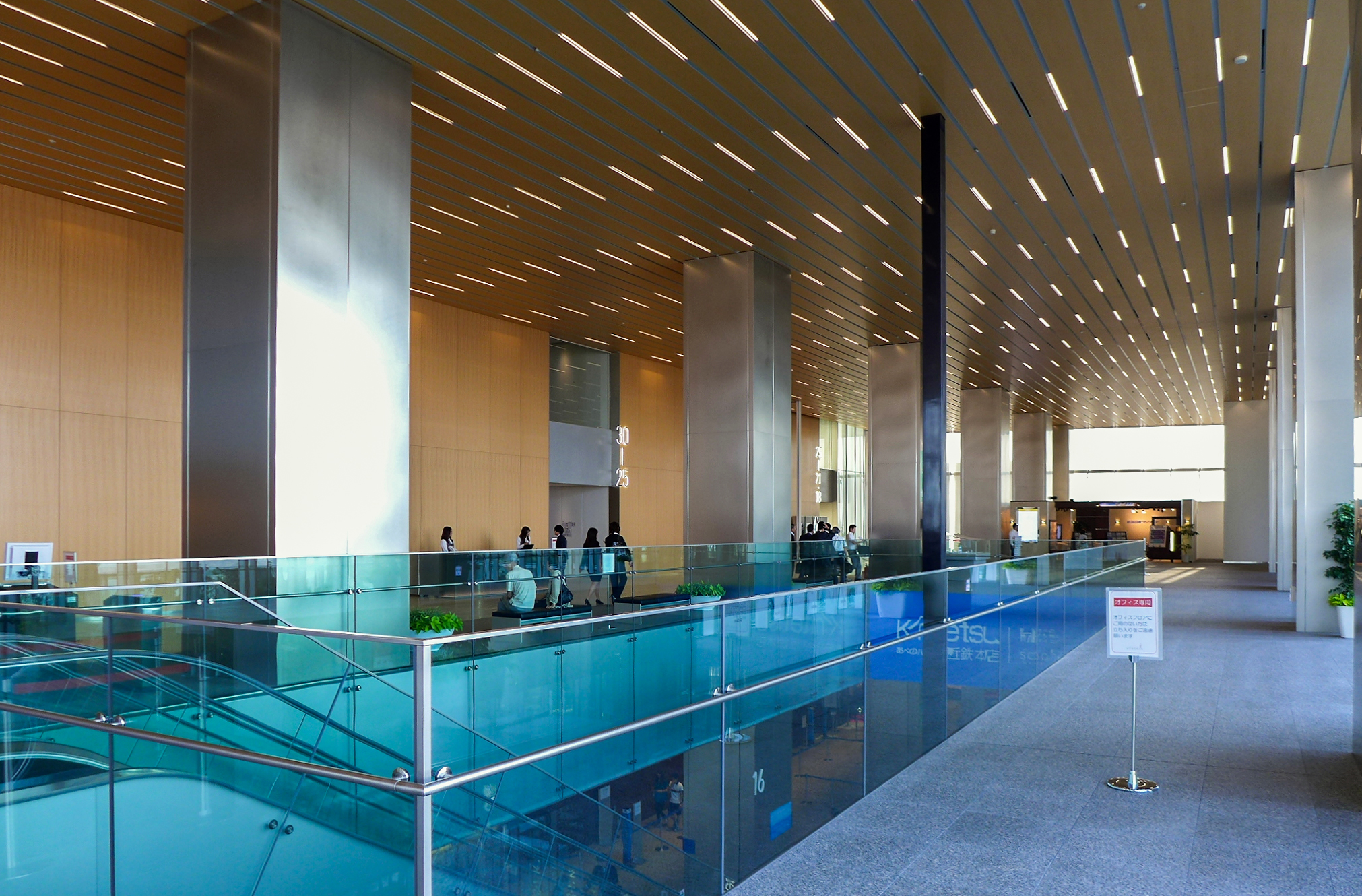
17階オフィスロビー

オフィスエリアは1フロア2,400m2と大阪地区有数の広さである。照明設備にLEDや内部吹き抜け空間を利用し、自然採光や自動調光システムを利用するなど最先端設備を多数導入しており、省エネルギー性を実現するように工夫されている。なお、オフィスのメイン照明、廊下およびロビー照明に設置されるLED照明には、同オフィスに入居しているシャープ製の製品が採用された。オフィスワーカーのサポート機能には金融機関やカフェなどの利便施設のほか、「近鉄ほいくえんハルカス」が設けられている。「近鉄ほいくえんハルカス」は近畿日本鉄道が初めて運営する保育園である。同オフィスで働くオフィスワーカーの子供だけではなく、近鉄あべのハルカス本店やホテル、美術館に来場した客の子供の一時預かりサービスも実施されている。
なお、高層階オフィスフロア（25・31-36階）に行く際には、17階のセキュリティゲートを通らなければならない。部外者は訪問時には訪問先での事前登録のうえ、17階の受付で許可を得て、ICカードの貸与を受けなければ、入場できない。
主なテナントには、シャープの営業拠点が入居している。大阪市内に複数ある営業拠点を集め、経営効率を高めるのが主な理由であるが、あべのハルカスが関西の玄関口である関西国際空港からのアクセスの良さに加え、最高級ホテルや百貨店が入居するため日本国外から訪れる取引相手との商談に便利であることも入居の決め手となった。また、18階の銀行や証券会社を集積する金融フロアに、池田泉州銀行が入居している。23階・24階には大阪大谷大学、四天王寺大学、大阪芸術大学、阪南大学が100坪 - 300坪程度のサテライトキャンパスを開設している。
上記の大学の連携として、2014年3月「ハルカス大学」プロジェクトが始動。
その他、大阪市立大学医学部附属病院が、公立大学法人として全国初の健診施設である「先端予防医療部附属クリニックMedCity（メッドシティ）21」を21階に開設した。関西電力や奥村組など50社以上からも入居の申し込みが寄せられている。

### 美術館
16階には「あべのハルカス美術館」があり、特別顧問にはシカゴ美術館東洋部長や大阪市立美術館や金沢21世紀美術館、兵庫県立美術館の館長を歴任した蓑豊が、また館長には大和文華館館長の浅野秀剛が就任している。
「ターミナル立地にふさわしい、誰もが気軽に芸術･文化を体験し楽しめる都市型美術館」をコンセプトにし、国宝や重要文化財の展示や、近鉄沿線の文化財に焦点を当てた企画、西洋美術・現代美術などジャンルにとらわれず、多彩で魅力のある展覧会が開催される。また、火曜日から金曜日までは仕事帰りでも立ち寄りやすいように、20時まで開館している。

## 交通アクセス
- 大阪阿部野橋駅
- 天王寺駅
- 天王寺駅前停留場

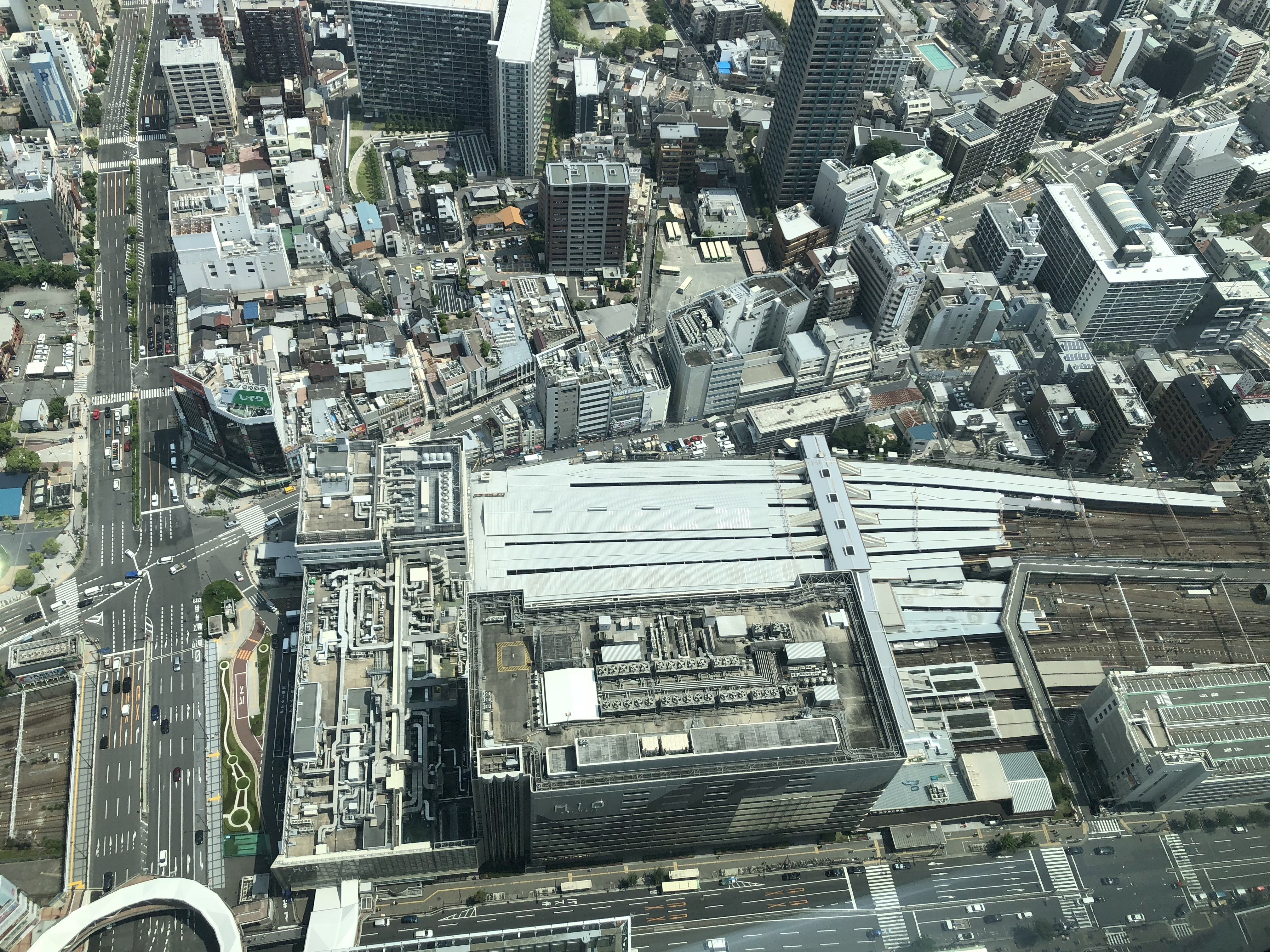
天王寺駅周辺

- あべのハルカス停留所(近鉄バスあべの・上本町シャトルバス)

## 付記
- 大阪阿部野橋駅のコンコースには、全面開業を前に「あべのハルカス情報ビジョン」を設置[51]。あべのハルカスに関する情報を映像で紹介するほか、ビジョンの付近にパンフレットの無料頒布スペースを設けている。
- タワー館百貨店開業に伴い、2013年6月13日より大阪上本町駅から大阪阿部野橋駅までの100円バスを近鉄バスによって運行している[52]。
- あべのハルカスの周辺地域に、予想外に多大な数の放置自転車が止められるようになった。近所に公営・民営の駐輪場があり、7,000台が駐輪可能であるにもかかわらず、認知度の低さで利用が進んでいないためとされる。阿倍野区は、地域住民もハルカスを訪れる観光客も迷惑を蒙るとして、対策に乗り出している[53]。
- 2014年3月7日の全面開業まで100日を切った2013年11月27日から、全面開業前日の3月6日までは、ハルカスの室内照明を使って全面開業までの残り日数を表示するカウントダウンを毎日17時から23時まで実施していた[54][55]。
- 全面開業前の2014年1月13日（成人の日）には、新成人限定のイベント「ハルカスウォーク 地上300メートルの成人式」を実施。96名の新成人が、自ら抱負を書き込んだ襷を掛けながら、1階から「ハルカス300」60階までの階段（1637段）を上り切った[56][57][58]。このイベントは、開業後の2015年以降も続けられている[59]。
- タワー館の地下5階には省エネルギー設備（雨水貯留槽・燃料用バイオガス抽出設備）、15階にはメガプレース（耐震斜材）・自主発電設備、56階には制震振り子を設置。以上の設備があるエリアでは、原則として関係者以外の人物の立ち入りを禁じている。ただし、2015年3月5日からは、地下5階から58階までをエレベーターで移動しながら以上の設備を見学できる「あべのハルカス探検ツアー」（事前予約・特別料金制で最大定員20名程度の見学ツアー）を毎週木曜日の午前と午後に1時間程度実施。ツアーの参加者は、58階でツアーを解散した後も、追加料金不要で当日の営業終了まで「ハルカス300」内に滞在できる。なお、定員まで余裕がある場合にのみ、ツアー開始時間の直前まで2階のチケットカウンターで当日の飛び入り参加を受付。20名以上の団体から見学の要望が寄せられた場合には、「探検ツアー」とは別の料金・スケジュールによる団体向けオプションツアーを随時実施する[60]。
- 「ハルカス300」では、グランドオープンから1年2ヶ月後の2015年5月16日（土曜日）に、累計の入場者数が300万人に到達[61]。その一方で、「あべのハルカス」全体では、開業1年目での年間来客者数や年間売上高が当初の目標を下回った[62]。近畿日本鉄道と近鉄百貨店では、このような状況を背景に、同じ大阪市内にあるユニバーサル・スタジオ・ジャパンとの間で2015年1月に「あべのハルカス」をめぐるコーポレート・マーケティング・パートナーシップ契約を締結[63]。「あべのハルカス近鉄本店」では、低価格ファッション専門店などとの競合によって集客が伸び悩んでいた「ソラハ」を中心に、開店後から2015年5月までの間に売場の改装・再編を2度にわたって実施した。この間に催事場を旧本店と同じ規模にまで拡大したこともあって、開店当初には約1万1,000平方メートルだった「あべのハルカス近鉄本店」の売場総面積が、2度目の改装後には約8,000平方メートルにまで減少している[64]。
- 東京都内では、虎ノ門・麻布台地区の再開発によって高さ330mの超高層ビル「麻布台ヒルズ森JPタワー」が2023年6月30日に竣工し[65]、11月24日に開業した[66]。また三菱地所が千代田区の常盤橋街区で実施している再開発でも、2027年度に390mの超高層ビル（Torch Tower）を完成させることを計画している[67]。ただし、上記のビルはいずれも地上駅との一体型ではないため、あべのハルカスが日本で最も高い駅ビル、かつ西日本で最も高いビルであることに変わりはない。